# Glypta rufa
Glypta rufa är en stekelart som beskrevs av Tohru Uchida 1928. Glypta rufa ingår i släktet Glypta och familjen brokparasitsteklar. Inga underarter finns listade i Catalogue of Life.